# Ларч-Вей (Вашингтон)
Ларч-Вей (англ. Larch Way) — переписна місцевість (CDP) в США, в окрузі Сногоміш штату Вашингтон. Населення — 4993 особи (2020).

## Географія
Ларч-Вей розташований за координатами 47°50′34″ пн. ш. 122°15′10″ зх. д. / 47.84278° пн. ш. 122.25278° зх. д. (47.842893, -122.252748).  За даними Бюро перепису населення США в 2010 році переписна місцевість мала площу 2,88 км², уся площа — суходіл.

## Демографія
Згідно з переписом 2010 року, у переписній місцевості мешкало 3318 осіб у 1080 домогосподарствах у складі 850 родин. Густота населення становила 1152 особи/км².  Було 1131 помешкання (393/км²).
Расовий склад населення:
| - 57,3 % — білих - 33,4 % — азіатів - 2,7 % — чорних або афроамериканців - 0,7 % — вихідців з тихоокеанських островів - 0,4 % — корінних американців - 1,3 % — осіб інших рас |

До двох чи більше рас належало 4,3 %. Частка іспаномовних становила 4,1 % від усіх жителів.
За віковим діапазоном населення розподілялося таким чином: 24,1 % — особи молодші 18 років, 66,8 % — особи у віці 18—64 років, 9,1 % — особи у віці 65 років та старші. Медіана віку мешканця становила 37,1 року. На 100 осіб жіночої статі у переписній місцевості припадало 102,7 чоловіків;  на 100 жінок у віці від 18 років та старших — 99,6 чоловіків також старших 18 років.
Середній дохід на одне домашнє господарство  становив 93 912 долари США (медіана — 85 658), а середній дохід на одну сім'ю — 100 380 доларів (медіана — 89 018). За межею бідності перебувало 0,9 % осіб, у тому числі 1,5 % дітей у віці до 18 років та 0,0 % осіб у віці 65 років та старших.
Цивільне працевлаштоване населення становило 1862 особи. Основні галузі зайнятості: виробництво — 23,0 %, освіта, охорона здоров'я та соціальна допомога — 12,7 %, науковці, спеціалісти, менеджери — 11,8 %.